# هنعه
هَنعه (گاما دوپیکر، gamma Geminorum) یا میسان سومین ستاره ی در صورت فلکی دوپیکر است. هنعه ستاره‌ای با قدر ۱/۹ است که زیرغولی از ردهٔ الف۱ و در فاصلهٔ۱۰۹ سال نوری از زمین قرار دارد.
در پارسی میانه هنعه را (به عنوان خانهٔ ششم ماه) بَشن می‌نامیدند ولی بشن به عنوان ستاره برای یدالجوزا به‌کار می‌رفت..
نام هنعه در عربی به معنای «داغ (گردن شتر)» است و نام دیگر این ستاره یعنی مَیسان به معنی «درخشنده» است.